# Autopista Central de Galicia
La autopista Central de Galicia o AP-53 es una autopista española de peaje que empieza en la AP-9 en Santiago de Compostela y finaliza en la N-525, cerca de Dozón (Alto de Santo Domingo). Fue adjudicado en el año 1999. El proyecto de construcción se ejecutó en tres fases, Santiago de Compostela - Silleda, Silleda - Lalín y Lalín - Alto de Santo Domingo (Dozón). El primer tramo de 33 kilómetros se inauguró en diciembre del año 2002, un año después se puso en servicio el tramo siguiente de 13 kilómetros y en junio del año 2004 se concluyó la obra completando los 56 kilómetros de recorrido de la misma. Estos 56 kilómetros de autopista están gestionados por la sociedad (Autopista Central Gallega C.E.S.A.) ACEGA, siendo esta concesionaria del Ministerio de Transportes, Movilidad y Agenda Urbana para la construcción, explotación y conservación de la misma, mantiene la participación empresarial Global Vía (61,4 %), Itínere (18,3 %), Abanca. 
Esta autopista de peaje consta de dos estaciones semitroncales de peaje (Vedra y Ponte) y tres enlaces (Ribadulla, Bandeira y Silleda). 
Está previsto que la AP-53 llegue hasta Orense. La ejecución del proyecto de construcción del tramo Alto de Santo Domingo - Orense corresponde a la concesión administrativa dependiente de la Junta de Galicia (ACEOUSA).
La obra se ha dividido en dos fases una primera fase entre Santiago y el alto de Santo Domingo ya en servicio desde 2004 y una segunda fase entre el alto de Santo Domingo y la autovía A-52 en la provincia de Orense. Este segundo tramo se ha dividido en dos subtramos uno que va desde el Alto de Santo Domingo hasta Cea y el segundo tramo que va desde Cea hasta el enlace con la autovía de las Rías Bajas (A-52) en el P.K 240. Su finalidad es descongestionar la N-525 en su tramo Orense-Santiago cuyo volumen de tráfico es muy denso.
En octubre de 2007 entró en servicio el primer tramo de la concesionaria Aceousa entre el Alto de Dozón y Cea, de 17 km, libre de peaje. Finalmente, en abril de 2009 se pone en servicio el último tramo, de 14 km, entre las localidades de Cea y Barbantes, conectando a su fin con la A-52 en las cercanías de Orense. Así, está en servicio la totalidad de la autopista entre Santiago y Orense: de peaje entre Santiago y Lalín (AP-53) y libre de peaje entre Lalín y Orense (AP-53 hasta Dozón, AG-53 de Dozón en adelante).

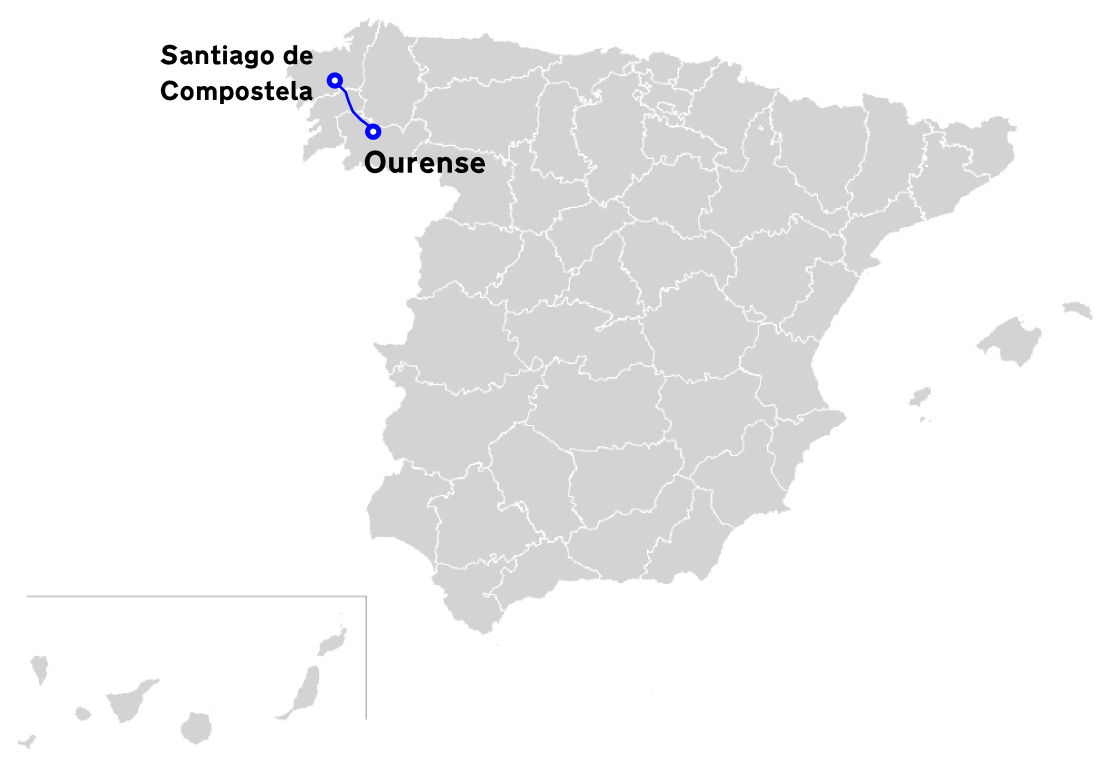

## Tráfico
En 2013 registró una Intensidad Media Diaria (IMD) de 5524 (vehículos al día).
La tabla adjunta muestra el crecimiento progresivo de la intensidad media diaria hasta el año 2010, produciéndose el primer descenso de tráfico en 2011 y una recuperación en 2013, según datos del Ministerio de Fomento:
| Ejercicio | Intensidad media diaria | % Variación |
| --------- | ----------------------- | ----------- |
| 2020      | 4587                    | –34,4       |
| 2019      | 6988                    | +3,1        |
| 2018      | 6779                    | +3,3        |
| 2017      | 6560                    | +4,1        |
| 2016      | 6302                    | +4,3        |
| 2015      | 6042                    | +6,7        |
| 2014      | 5662                    | +2,5        |
| 2013      | 5524                    | +11,5       |
| 2012      | 4954                    | –14,3       |
| 2011      | 5784                    | –6,1        |
| 2010      | 6159                    | +5,0        |
| 2009      | 5865                    | +3,2        |
| 2008      | 5683                    | +3,6        |
| 2007      | 5483                    | +13,4       |
| 2006      | 4833                    | +8,7        |
| 2005      | 4448                    | +1,8        |
| 2004      | 4369                    | +20,9       |
| 2003      | 3614                    |             |

## Tramos
| Denominación | Tramo                                             | Kilómetros | Año servicio |
| ------------ | ------------------------------------------------- | ---------- | ------------ |
| AP-53        | Santiago de Compostela Sur AP-9 - Silleda         | 33         | 2002         |
| AP-53        | Silleda - Lalín Oeste                             | 13         | 2003         |
| AP-53        | Lalín Oeste - Alto de Santo Domingo (Dozón) AG-53 | 10         | 2004         |

## Salidas
| Número de Salida         | Nombre de Salida                                                                          | Carretera que enlaza       |
| ------------------------ | ----------------------------------------------------------------------------------------- | -------------------------- |
|                          | Santiago de Compostela - Boqueijón - Vedra La Coruña - Pontevedra - Vigo La Estrada - Teo | N-525 AP-9 AC-841          |
| 2                        | La Estrada - Cacheiras                                                                    | AG-59                      |
| Sentido Santiago         | Peaje de Vedra                                                                            |                            |
| 15                       | Ponteulla - Pontevea La Estrada                                                           | AC-241 AC-8902             |
| 24                       | A Bandeira - Chapa La Estrada - Caldas de Reyes                                           | N-525 N-640                |
|                          | Área de Servicio de Silleda                                                               |                            |
| 33                       | Silleda Villa de Cruces Forcarey                                                          | N-525 PO-205 PO-7201       |
| Sentido Orense           | Peaje de Silleda                                                                          |                            |
| 41                       | Lalín Oeste - Polígono industrial de Lalín Lugo                                           | N-525 N-640                |
| 46                       | Lalín Centro Forcarey - Polígono industrial de Botos Chantada Irijo                       | N-525 PO-534 PO-533 PO-902 |
| 50                       | Lalín Este                                                                                | N-525                      |
| 56 (Sólo Sentido Orense) | Dozón - Orense                                                                            | N-525                      |
|                          | Alto de Santo Domingo continúa por AG-53                                                  | AG-53                      |